# Otto Folin
Otto Knut Olof Folin (4 avril 1867 - 25 octobre 1934) est un chimiste américain d'origine suédoise qui est surtout connu pour son travail révolutionnaire à l'Université Harvard sur les microméthodes pratiques pour la détermination des constituants des filtrats sanguins sans protéines et la découverte de la Phosphocréatine dans les muscles.

## Jeunesse
Folin est né à Åseda, Småland en Suède. Il est le septième des douze enfants de Nils Magnus Folin et Eva Olson. Il s'installe en Amérique à l'âge de quinze ans à la suite de deux frères et d'une tante qui s'y sont déjà installés. Il poursuit ses études à Stillwater, Minnesota. Il déménage à Minneapolis, Minnesota, entrant à l'Université du Minnesota et termine son BS en 1892.

## Carrière
En 1896, Folin retourne en Suède et commence ses recherches dans le laboratoire d'Olof Hammarsten (1841-1932) à l'Université d'Uppsala. En 1897, il part travailler dans le laboratoire du chimiste Ernst Leopold Salkowski à l'Institut pathologique de la Charité à Berlin. En 1890, il devient citoyen des États-Unis. Il rejoint l'Université de Chicago pour obtenir son doctorat en 1898,.
En 1899, il est nommé professeur adjoint à l'Université de Virginie-Occidentale. Il part au McLean Hospital de Boston en 1900 en tant que biochimiste de recherche, avant de rejoindre la Harvard Medical School en 1907 en tant que professeur agrégé de chimie biologique, devenant le professeur "Hamilton Kuhn" de chimie biologique et de pharmacologie moléculaire en 1909. En collaboration avec Vintilă Ciocâlteu, Otto Folin conçoit le réactif Folin-Ciocalteu pour détecter les polyphénols. En 1920, il co-développe avec Hsien Wu (en) la méthode Folin-Wu de dosage du glucose dans des filtrats de sang sans protéines,.
Folin est élu président de l'American Society of Biological Chemists (maintenant l'American Society for Biochemistry and Molecular Biology) en 1909. Il est membre du comité de rédaction du Journal of Biological Chemistry. Il est élu à l'Académie nationale des sciences et reçoit la médaille Carl Wilhelm Scheele de la Société suédoise de chimie en 1930.